# Néméyong I
Néméyong I  est un village du Cameroun situé dans la région de l'Est et le département du Haut-Nyong. Il fait partie de l'arrondissement de Somalomo.

## Population
En 1966-1967, Néméyong I comptait 96 habitants. Lors du recensement de 2005, on y a dénombré 77 personnes.
Ce sont pour la plupart des Badjoué.